# Бирюков, Иван Ильич
Иван Ильич Бирюков (3 октября 1913 года (16 октября 1913), с. Ляхи, Меленковский уезд, Владимирская губерния, Российская империя — 18 января 1971 года, Горький, РСФСР) — советский партийный и государственный деятель, председатель Горьковского промышленного облисполкома (1962—1964).

## Биография
Родился в крестьянской семье. Член ВКП(б) с 1938 г. В 1948 г. окончил Лысковское педагогическое училище, в 1952 г. — Высшую партийную школу при ЦК ВКП(б).
- 1931 г. — заведующий Высоковской начальной школой,
- 1931—1935 гг. — председатель Ляховского районного бюро пионеров, заместитель редактора газеты «Ляховский колхозник», секретарь исполнительного комитета Ляховского районного Совета (Ивановская Промышленная область),
- 1935—1937 гг. — в РККА,
- 1937—1943 гг. — заместитель редактора газеты газеты «Ляховский колхозник», секретарь Ляховского районного комитета ВЛКСМ (Ивановская область), председатель Исполнительного комитета Ляховского районного Совета,
- 1943—1946 гг. — первыйй секретарь Ляховского, затем — Мордовщиковского районного комитета ВКП(б) (Горьковская область),
- 1946—1949 гг. — первый секретарь Лысковского районного комитета ВКП(б) (Горьковская область),
- 1952—1954 гг. — первый секретарь Павловского городского комитета ВКП(б) — КПСС (Горьковская область),
- 1954—1956 гг. — секретарь Горьковского областного комитета КПСС,
- 1956—1963 гг. — второй секретарь Горьковского областного комитета КПСС,
- 1962—1964 гг. — председатель исполнительного комитета Горьковского промышленного областного Совета,
- 1964—1968 гг. — заместитель председателя исполнительного комитета Горьковского областного Совета.

Депутат Верховного Совета РСФСР двух созывов.
С 1968 г. на пенсии.

## Награды и звания
Награждён орденами Ленина, Трудового Красного Знамени, Отечественной Войны I-й степени.